# Sicus fusenensis
Sicus fusenensis är en tvåvingeart som beskrevs av Ouchi 1939. Sicus fusenensis ingår i släktet Sicus och familjen stekelflugor. Inga underarter finns listade i Catalogue of Life.